# Мальграте
Мальграте (итал. Malgrate, ломб. Malgraa) — коммуна в Италии, в регионе Ломбардия, подчиняется административному центру Лекко.
Население составляет 4208 человек, плотность населения — 2115 чел./км². Занимает площадь 1,99 км². Почтовый индекс — 23864. Телефонный код — 0341.
Покровителем населённого пункта считается св. Леонард. Праздник ежегодно отмечается 6 ноября.

## Города-побратимы
- Лавароне, Италия